# European Journal of Political Economy
European Journal of Political Economy (traducido como Revista Europea de Economía Política) es una revista académica trimestral (publica cinco volúmenes al año) revisada por pares que cubre investigaciones sobre fenómenos económicos, incluyendo la toma de decisiones colectivas, el comportamiento político, y el papel de las instituciones. Los redactores jefe son Toke Aidt (Universidad de Cambridge), Vincenzo Galasso (Universidad Bocconi), Thomas Stratmann (George Mason University), y Jan-Egbert Sturm (ETH Zúrich).

## Resúmenes e indización
La revista se resume e indiza en el Social Sciences Citation Index. Según el Journal Citation Reports, la revista tiene un factor de impacto de 1.468 (2014), clasificándolo como la 36.ª de 161 revistas en la categoría de «Ciencia Política».